# Eugen Hähnle

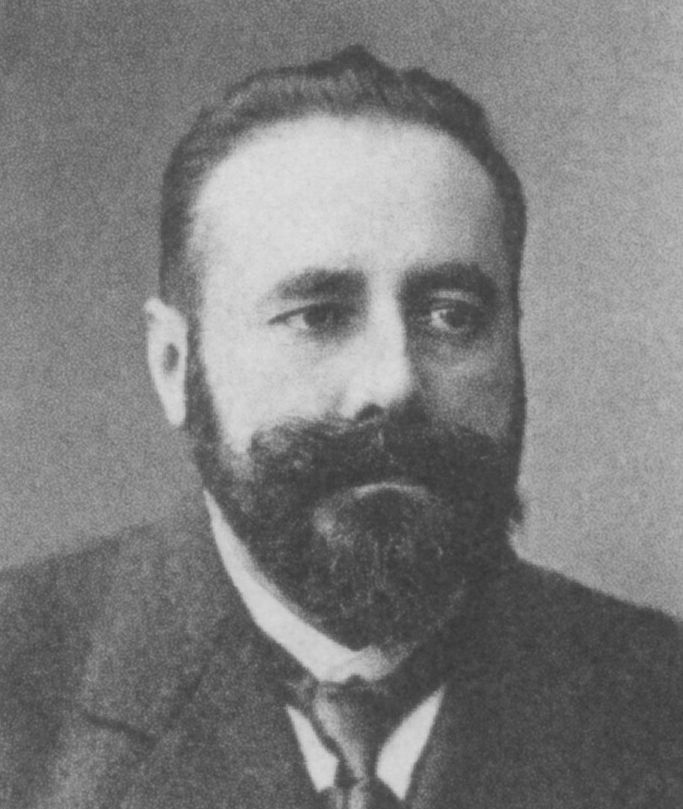
Eugen Hähnle als Reichstagsabgeordneter 1912

Eugen Hähnle (* 20. Juli 1873 in Giengen; † 2. Februar 1936 in Ulm) war Jurist und Mitglied des Deutschen Reichstags.

## Leben
Eugen Hähnle wurde als Sohn des Industriellen Hans Hähnle und Lina Hähnle geboren. Sein jüngerer Bruder war Hermann Hähnle.
Er besuchte die Lateinschule in Giengen, das Gymnasium Tübingen, das Eberhard-Ludwigs-Gymnasium in Stuttgart, die Technische Hochschule Stuttgart, die Universitäten Berlin, Straßburg, München und Tübingen. Ab 1897 war er Mitglied der Studentenverbindung A.V. Igel Tübingen. Er absolvierte die erste höhere Justizdienstprüfung in Tübingen 1899 und die zweite Staatsprüfung in Stuttgart 1902.
Von 1912 bis 1918 war er Mitglied des Deutschen Reichstags für den Wahlkreis Königreich Württemberg 14 Ulm, Heidenheim, Geislingen und die Fortschrittliche Volkspartei. Bei der Reichstagswahl 1912 unterstützten die Nationalliberalen Hähnle, der als gemeinsamer liberaler Kandidat ins Rennen ging. In der Stichwahl wurde er mit Unterstützung der Sozialdemokraten gegen den gemeinsamen Kandidaten von Zentrumspartei und Deutschkonservativen gewählt.